# Les Ventes
Les Ventes è un comune francese di 1 070 abitanti situato nel dipartimento dell'Eure nella regione della Normandia.

## Storia
La storia recente di Les Ventes si lega alla Seconda Guerra Mondiale. Il 17 luglio 1944 un pilota del 354th Fighter Group americano, decorato con la Distinguished Flying Cross, il tenente Billie Dowe Harris, colpito dalla contraerea nazista, guidò il suo aeroplano a schiantarsi in una foresta adiacente al borgo, salvando così il caseggiato abitato e le persone che in esso abitavano.
Testimone dell'accaduto fu il Sig. Guy Surleau che successivamente risultò strumentale nelle ricerche.
Alla memoria di Harris è stata dedicata dal comune la Place Billie Dowe Harris, con una cerimonia da allora ripetuta annualmente.
L'identità del pilota rimase sconosciuta per 68 anni fino al 2012, quando per ricerche presso l'Archivio Militare Americano, effettuate per conto del comune dalla signora Valerie Quesnal, che si sono incrociate con quelle della vedova del pilota, la signora Peggy Seale Harris, da allora mai più risposatasi, che per 68 anni cercò la verità, è stata chiarita.
Il tenente Billie Dowe Harris oggi riposa al Normandy American Cemetery and Memorial.
La diciottenne Sig. na Peggy Seale, originaria di Vernon, Texas, e il Sottotenente Billie Dowe Harris dell'Oklahoma si erano sposati un anno prima il 22. Settembre 1943, ed erano stati insieme per sole sei settimane prima della chiamata in guerra.
La signora Peggy Seale Harris è venuta a mancare nel 2013. Harris venne decorato con la Purple Heart Medal, la Air Medal e la Distinguished Service Medal.

## Società

### Evoluzione demografica
Abitanti censiti